# خوسيه ألبرتو هرنانديز
خوسيه ألبرتو هرنانديز (بالإسبانية: José Alberto Hernández) (6 يونيو 1977 في المكسيك - ) هو لاعب كرة قدم مكسيكي في مركز الدفاع. شارك مع منتخب المكسيك لكرة القدم. أما مع النوادي، فقد لعب مع كروز آزول ونادي تشياباس ونادي نيكاكسا ونادي موريليا الرياضي.